# Lobios
Lobios (spanisch Lovios) ist ein Ort und das Verwaltungszentrum einer Gemeinde (municipio) mit 1.820 Einwohnern (Stand: 2024) in der Provinz Ourense in der Autonomen Region (Comunidad Autónoma) Galicien im Nordwesten Spaniens.

## Lage und Klima
Lobios liegt etwa 70 km südsüdwestlich von Ourense in einer Höhe von ca. 385 m. 
Das vom Atlantik geprägte Klima ist gemäßigt und nicht selten regnerisch (ca. 1247 mm/Jahr).

## Bevölkerungsentwicklung der Gemeinde
Legende: Lovios___Lobios

Quelle: INE-Archiv – grafische Aufarbeitung für Wikipedia
Durch Fortzug in die umliegenden Städte ist die Bevölkerung seit den 1950er Jahren stetig gesunken.

## Gemeindegliederung
Die Gemeinde Lobeira ist in zehn Parroquias gegliedert:
| Parroquias          | Patrozinium  | Einwohner 2024 | Fläche km² | Dichte Einw./km² | Höhe msnm | Ortskennzahl |
| ------------------- | ------------ | -------------- | ---------- | ---------------- | --------- | ------------ |
| Araúxo              | San Martiño  | 124            | 26,81      | 5                | 0         | 32042010000  |
| A Cela              | Santa María  | 12             | 5,17       | 2                | 682       | 32042030000  |
| Grou                | San Mamede   | 216            | 13,86      | 16               | 344       | 32042040000  |
| A Illa              | San Lourenzo | 17             | 13,36      | 1                | 0         | 32042060000  |
| Lobios              | San Miguel   | 517            | 7,91       | 65               | 420       | 32042070000  |
| Manín               | San Salvador | 115            | 24,88      | 5                | 484       | 32042080000  |
| Río Caldo           | Santa María  | 333            | 46,95      | 7                | 488       | 32042090000  |
| San Martiño de Grou | San Martiño  | 5              | 0,44       | 11               | 437       | 32042050000  |
| San Paio de Araúxo  | San Paio     | 221            | 21,43      | 10               | 0         | 32042020000  |
| Torno               | San Salvador | 226            | 7,52       | 30               | 400       | 32042100000  |

## Wirtschaft
| Ackerbau, Viehzucht und Fischerei                                                  | 039 | 08,01  |
| Industrie                                                                          | 035 | 07,19  |
| Bauwirtschaft                                                                      | 045 | 09,24  |
| Dienstleistungsbetriebe                                                            | 368 | 075,56 |
| Total                                                                              | 487 | 100,00 |
| * Daten aus dem Statistischen Amt für Wirtschaftliche Entwicklung in Galicien, IGE |     |        |

## Sehenswürdigkeiten
- Michaeliskirche in Lobios
- Salvatorkirche in Manín
- Marienkirche in Río Caldo
- Rathaus

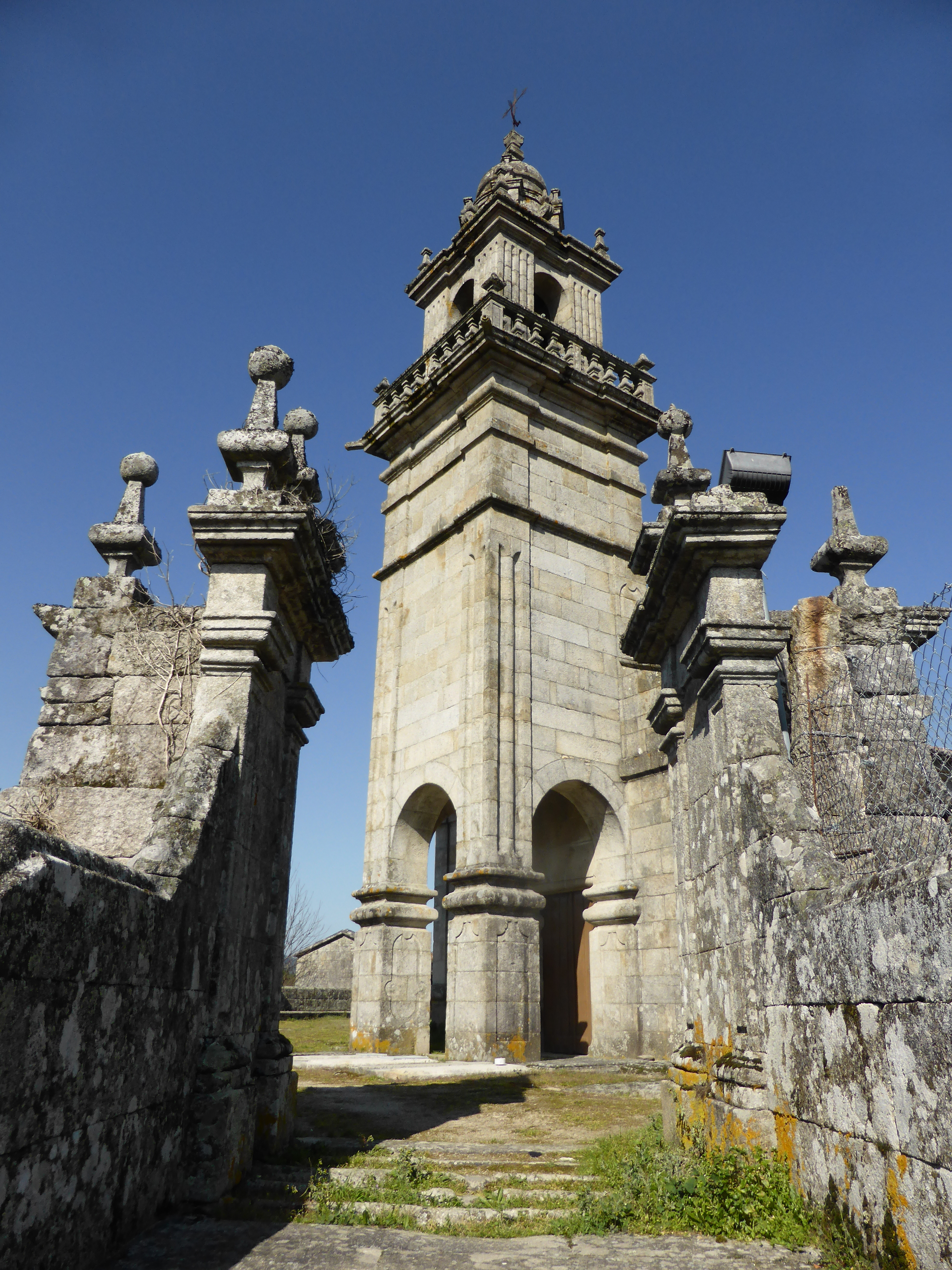
Michaeliskirche
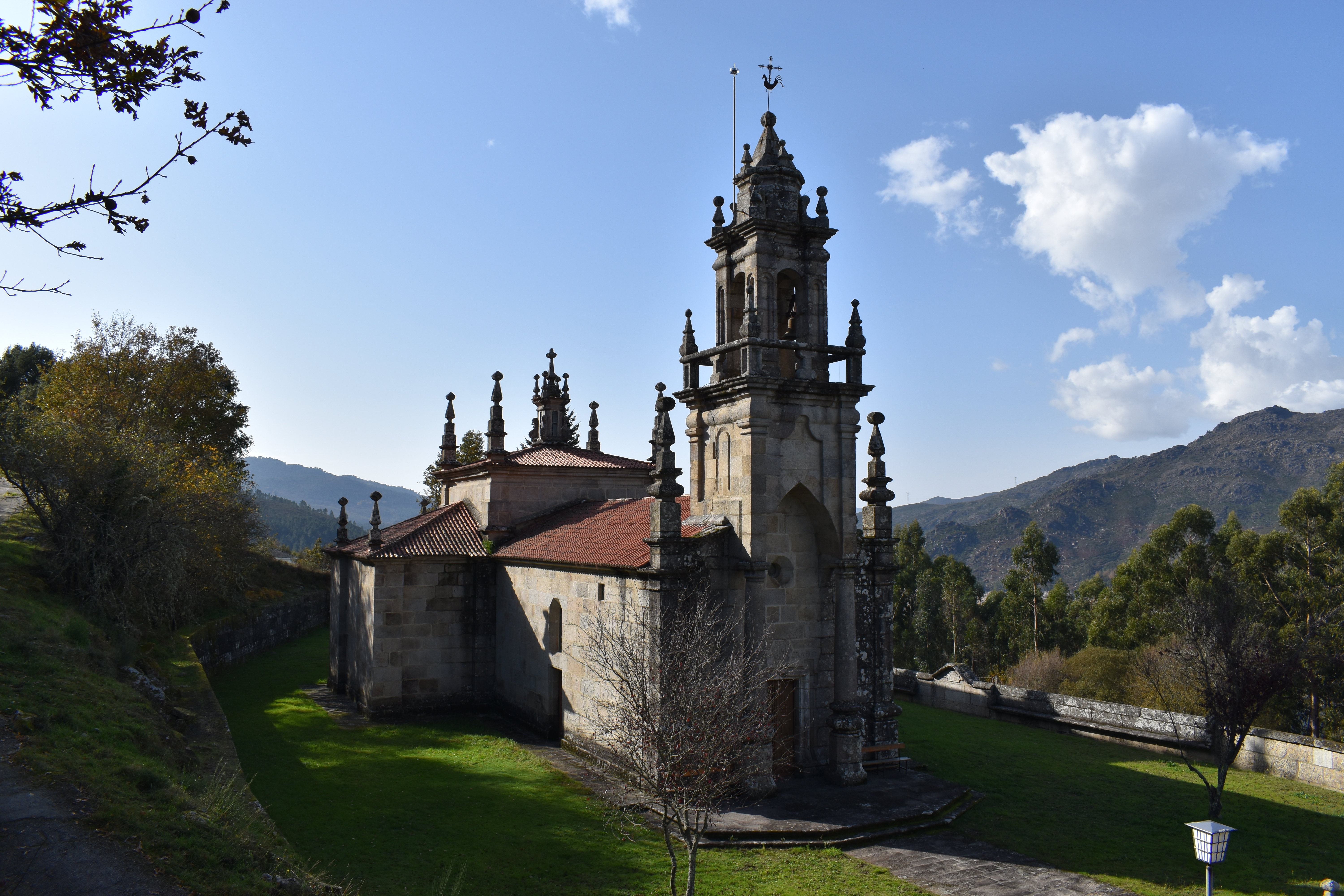
Salvatorkirche in Manín
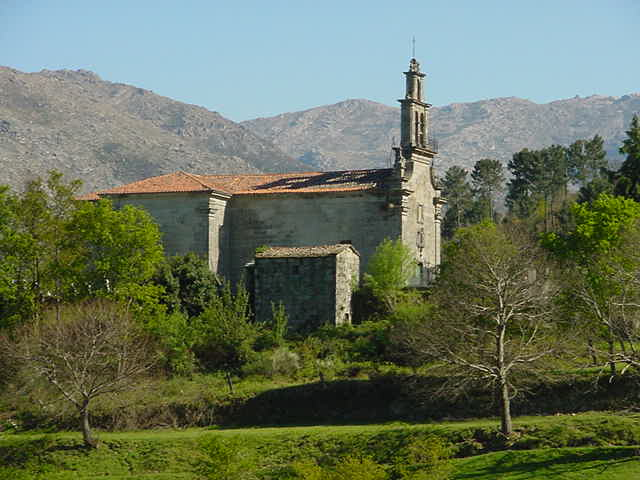
Marienkirche in Río Caldo
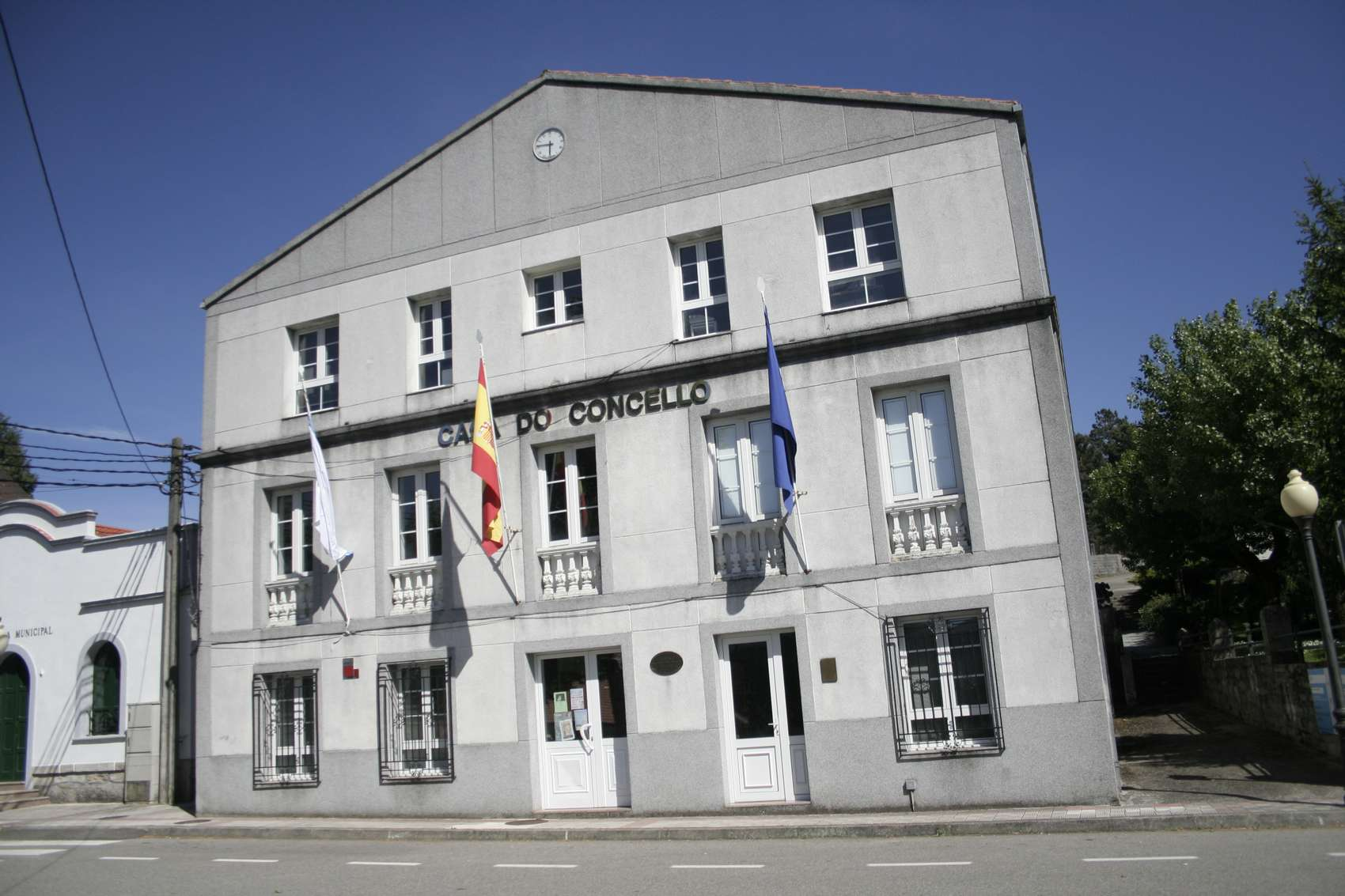
Rathaus